# アルバニアのイスラム教
本項目では、アルバニアのイスラム教について記述する。

## 概要
2011年の国勢調査によると、総人口の58.79%がイスラム教に帰依しており、国内最大規模の宗教とされている。その大部分はスンナ派で、少数ながらシーア派ベクタシュ教団員が存在。一方キリスト教は16.99%に留まり、国内でイスラム教に次ぐ規模の信者数を誇る。
オスマン帝国が統治していた時代にアルバニア人の大部分がイスラム教（なかんずくスンナ派およびベクタシュ教団）へ改宗。しかしながら、第二次世界大戦後になると、エンヴェル・ホッジャ政権の徹底した無神論政策により、1991年まで宗教全般が公的活動を許されず衰退していった。
ピュー研究所が近年行った人口統計学的研究によると、アルバニアのムスリムの割合は79.9%に上るという。しかしながら、ギャラップによる調査ではムスリムが43%しかおらず、19%が正教会、15%がカトリック教徒、23%が無神論か無宗教であった。2011年の国勢調査では56.70%がムスリム、2.09%がベクタシュ教団員、10.03%がカトリック教徒、6.75%が正教会、0.14%が福音派で、13.79%が無宗教という結果が出ている。
いずれにせよヨーロッパで唯一、ムスリムが多数派を占めているのは変わりがない。ただし、中央アジアの旧ソ連のイスラム教国と同様、禁忌とされる飲酒や豚肉食を厭わない人が多く、世俗色が強い。

## 歴史

### オスマン帝国時代

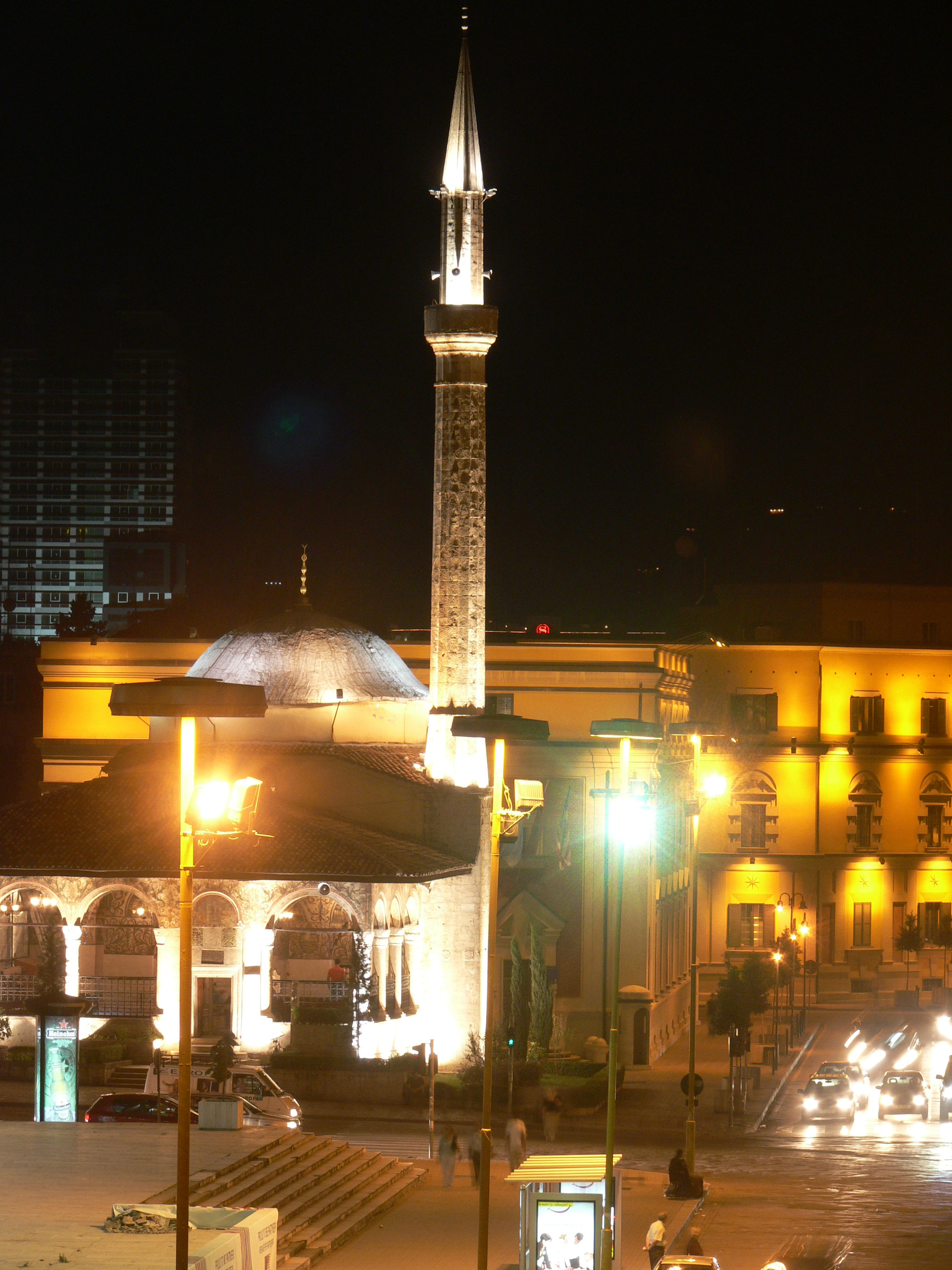
ティラナ最古のモスクの1つであるジャーミア・エトヘム・ベウト

イスラム教は14世紀、当時オスマン帝国統治下のアルバニアに伝来、キリスト教（東方正教会）と対峙することとなる。北部ではローマ・カトリック教会からの抵抗が強く、山がちの地形も相俟って、イスラム教の伝播が緩やかに推移。
しかしながら、中部や南部では、17世紀までに都心部でムスリムのエリートの影響を受け、信仰が大いに受け入れられてゆく。オスマン帝国の政治的、経済的局面において重要な役割を果たすことになる、パシャやベグといった階級は、ほとんどのアルバニア人にとって憧れの的であった。
この間、1389年にはコソボの戦いでセルビアがオスマン帝国に敗退すると、イスラム教に改宗したアルバニア人がコソボに入植を始める。
アルバニアのイスラム教は大きく分けて2つの共同体がある。北部および中部のスンナ派と南部のスーフィズム系ベクタシュ教団である。後者については、主に18世紀から19世紀にかけてのオスマン帝国期、神秘主義的ダルヴィーシュに率いられて伝来。なお、ベクタシュ教団はほとんどのムスリム主流派から異端ないしはセクトとされている。
オスマン帝国統治時代にはベクタシュ教団の教えに従い、交易網や官僚、軍隊で優位に立つため、アルバニア人が徐々にイスラム教へ改宗。イェニチェリやデヴシルメに入隊したアルバニア人は多く、42名の大宰相がアルバニア系であった。この時代に活躍したアルバニア人としては、テペデレンリ・アリー・パシャやキョプリュリュ・アフメト・パシャ、ムハンマド・アリーらが挙げられる。

### 独立以後
1912年にオスマン帝国から独立を果たすも、20世紀は国家再興が先に立ち、信仰心の全般的な欠如が見られた。民主制や王政、そして後の共産主義政権が、国家や民族文化の世俗化を推し進めたためである。このため、国内のあらゆる宗教と同様、イスラム教も抜本的な変革を迫られることとなる。
政府の計画を受け1923年にティラナで開かれた、アルバニア人ムスリム会議では以下の項目を決定。
- カリフ制の解体
- 伝統的なサラートに代わる、新形態の礼拝の制定
- 複婚制の禁止
- 公共の場での女性に対するヒジャブ強制を止める
- 礼拝は都市部に限定

イスラム教の聖職者は正教会などのクリスチャンの聖職者と共に、エンヴェル・ホッジャ政権下で還俗を余儀無くされた他、モスクも漆喰で塗り固められ閉鎖。ホッジャ政権は世界で唯一無宗教国家を宣言（1966年）し、1967年には公共の場でのあらゆる形態の宗教儀式を禁じている。弁証法的唯物論を掲げるマルクス・レーニン主義政権下ではいずれの国でも多かれ少なかれ無神論の優先や宗教への抑圧が行われたが、それでも一応は宗教活動の権利が憲法に盛り込まれている国がほとんどであり、ホッジャ政権の全面的な宗教否定政策はマルクス・レーニン主義政権の中でも他に類を見ない徹底したものであった。
しかし、共産政権が崩壊した1990年代に入ると、閉鎖されていたモスクも返還が成った。また、1990年にはベクタシュ教団の禁教も解かれることとなる。現在ではヨーロッパで唯一、イスラム協力機構に参加しており、2011年4月、国内初のイスラム系高等教育機関であるベドゥエル大学がティラナに開校。

## ギャラリー

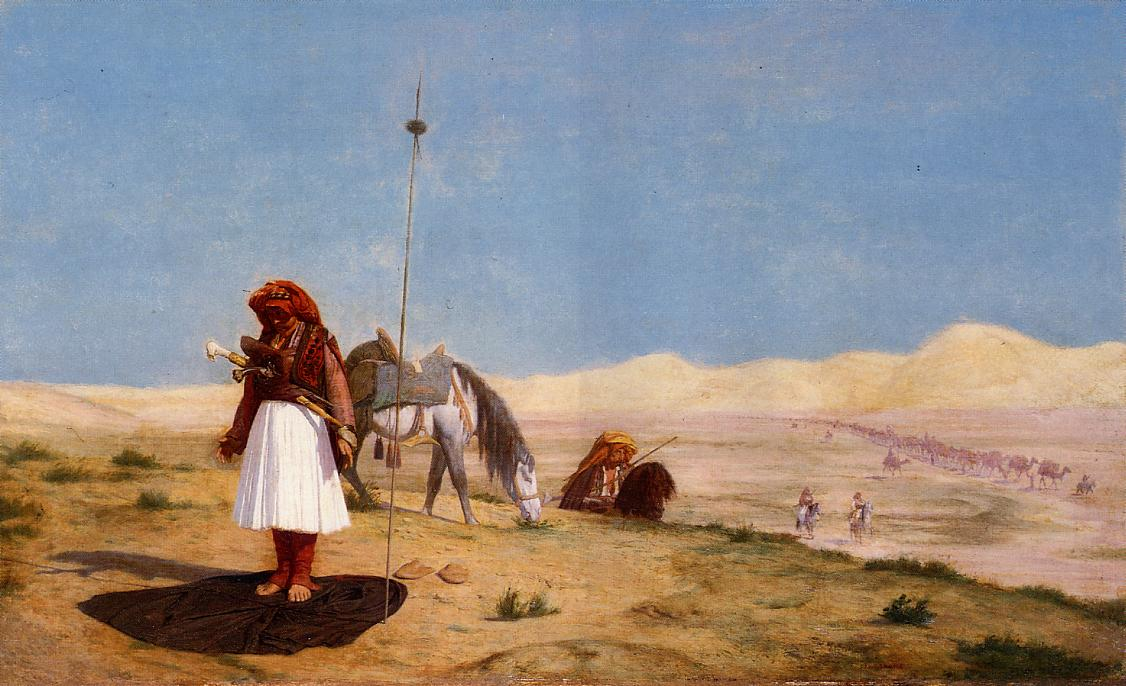
サラートを行うアルバニア系ムスリム
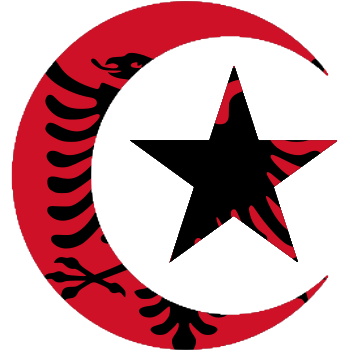
三日月と星
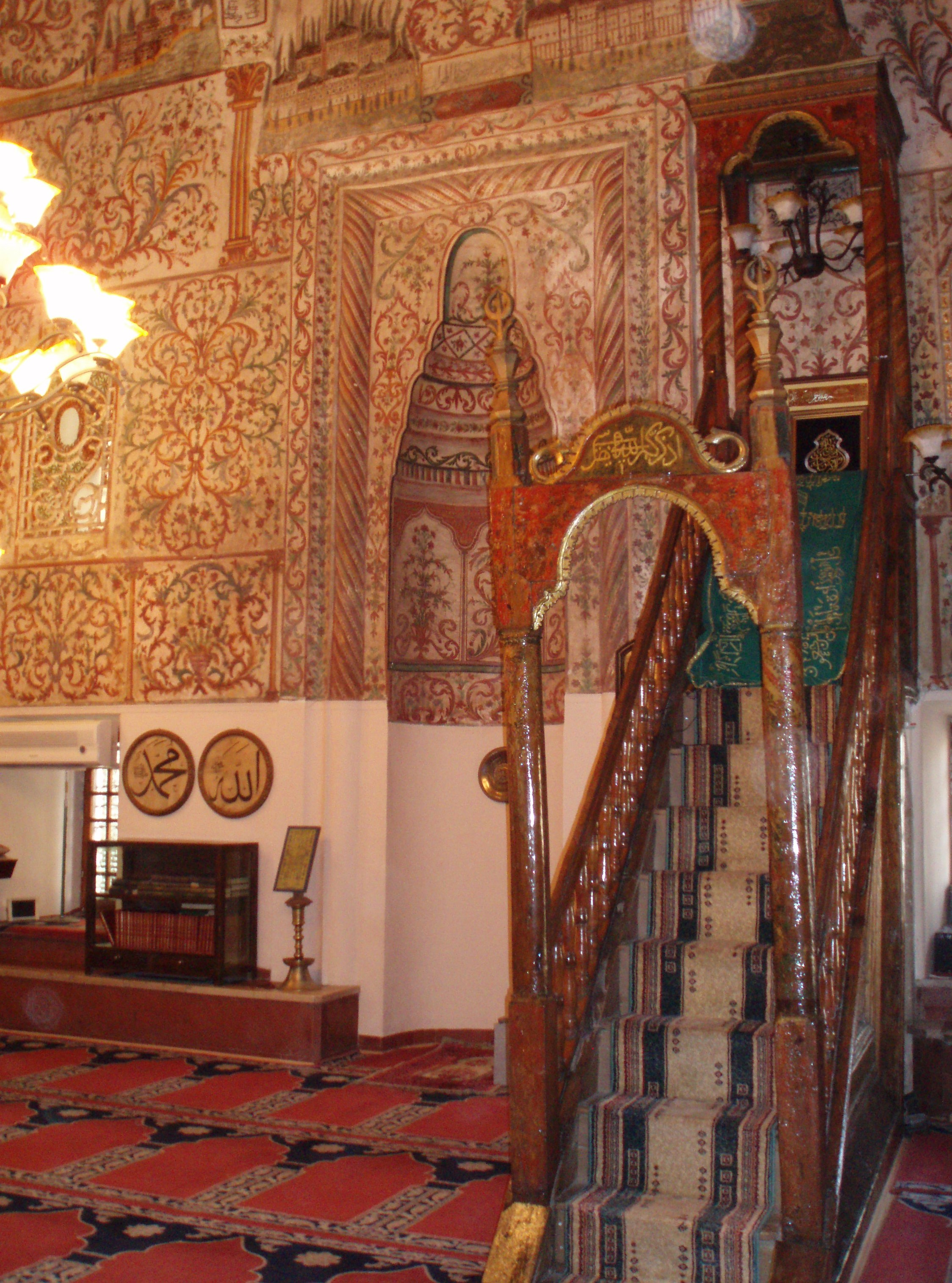
エテム・ベイ・モスク・ティラナ
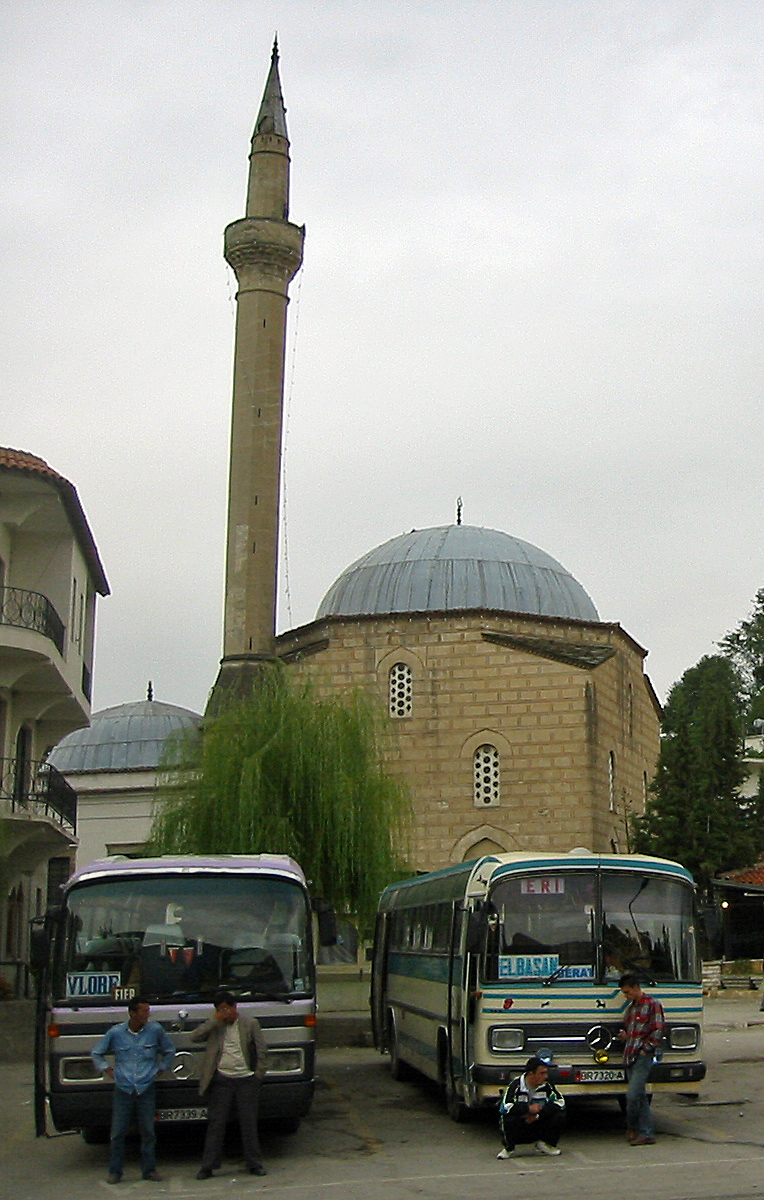
ベラートのモスク